# Haajaistenjärvi
Haajaistenjärvi är en sjö i Finland. Den ligger i kommunen Sonkajärvi i landskapet Norra Savolax, i den centrala delen av landet, 400 km norr om huvudstaden Helsingfors. Haajaistenjärvi ligger 145,3 meter över havet. Den är 32,4 meter djup. Arean är 4,49 kvadratkilometer och strandlinjen är 24,95 kilometer lång. Sjön  ingår i Vuoksens huvudavrinningsområde.   Den ligger vid sjön Kämäräisenjärvi. I omgivningarna runt Haajaistenjärvi växer i huvudsak blandskog.
I Haajaistenjärvi finns ön Selkäsaari.
I övrigt finns följande vid Haajaistenjärvi:
- Kämäräisenjärvi (en sjö)